# Шарль-Марі Відор
Шарль-Марі Відор (фр. Charles-Marie Widor; 21 лютого 1844, Ліон — 12 березня 1937, Париж) — французький органіст, композитор і музичний педагог.

## Життєпис

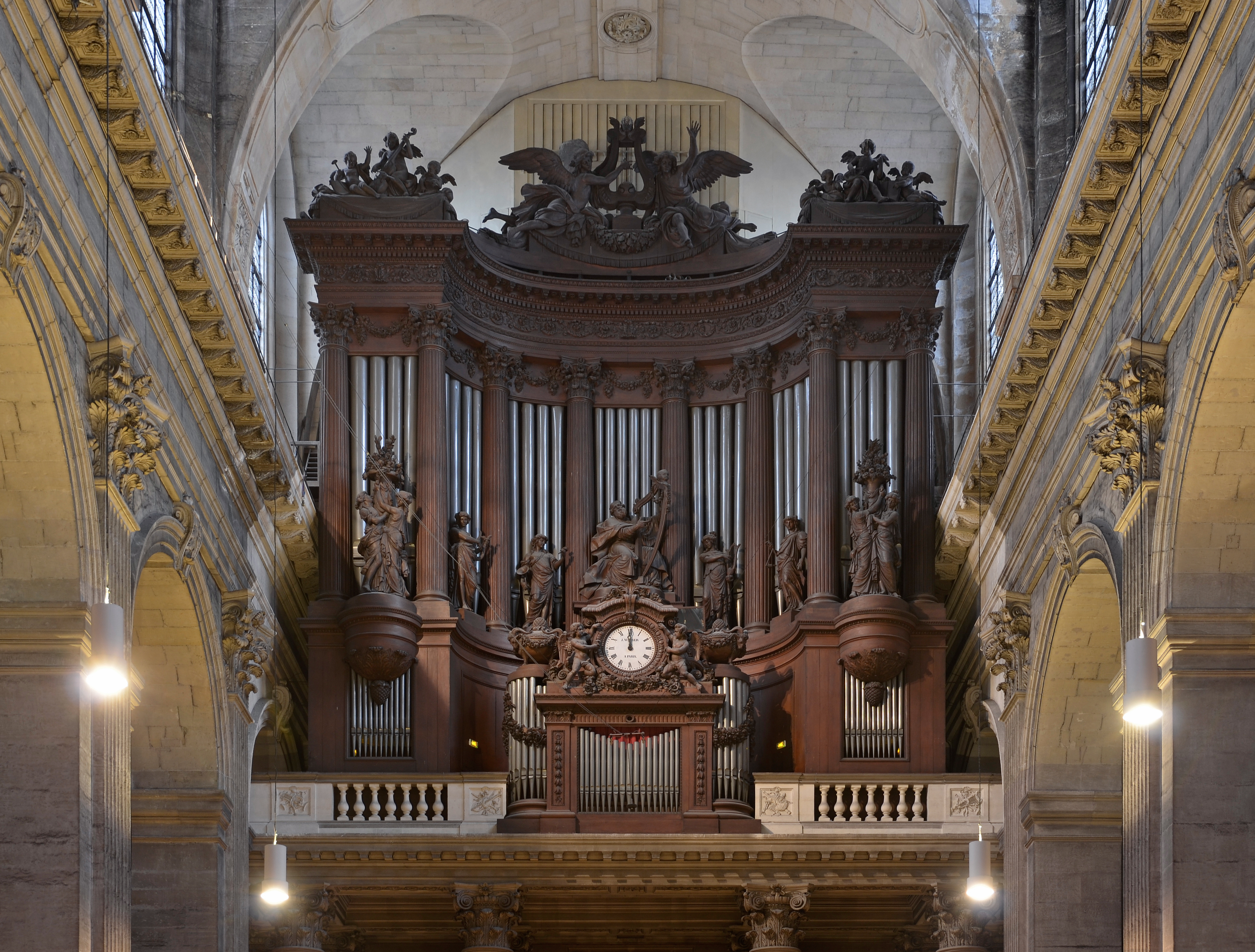
Головний орган фірми Cavaillé-Coll в Паризькій Церкві Сен-Сюльпіс (1863).

Батько Відора був органістом і майстром з виготовлення органів, другом найбільшого органного майстра XIX століття Арістіда Кавайє-Колля, за рекомендацією якого Відор вступив до Брюссельської консерваторії, де навчався органу у Жака Ніколя Лемменса і композиції у Франсуа Жозефа Феті. Після закінчення курсу Відор в 1869 був запрошений тимчасово зайняти посаду органіста в паризькій церкви Сен-Сюльпіс, замість померлого Лефебюр-Велі, і перебував на цій посаді протягом 64 років, хоча постійний контракт з ним так і не був укладений (в 1934-му Відора змінив один з найбільш значних його учнів, Марсель Дюпре).
З 1890 Відор був професором органу, а з 1896 композиції в Паризькій консерваторії. Серед учнів Відора були такі великі фігури французької та світової музики, як Луї В'єрн, Даріус Мійо, Едґар Варез, Альберт Швейцер, Дімітріє Куклін.

## Творчість
Композиторська спадщина Відора досить широка і включає:
- десять симфоній для органу,
- чотири опери,
- низку оркестрових творів (з яких найбільшою популярністю користуються симфонічна поема «Вальпургієва ніч», фортепіанний і віолончельний концерти),
- пісні і романси.

Однак основу творчості Відора складають масштабні органні твори, які Відор незвично називав симфоніями (частково у зв'язку з тим, що реформа органобудівництва, вироблена Кавайє-Коллем, значно розширила діапазон і виразні можливості цього інструменту). Відор весь час, протягом десятиліть, повертався до музики своїх симфоній — деякі з них існують у восьми різних редакціях. З десяти симфоній для органу Відора найзнаменитішими і часто виконуваними є п'ята (завершується знаменитою токатою) і шоста (обидві опубліковані в 1887).